# الدوري البرتغالي الممتاز 2022–23
الدوري البرتغالي الممتاز 2022–23 (بالبرتغالية: Primeira Liga de 2022–23‏) هو الموسم التاسع والثمانين من الدوري البرتغالي الممتاز ، الدوري الاحترافي الأعلى لأندية كرة القدم البرتغالية، والموسم الثاني تحت لقب الدوري البرتغالي الممتاز الحالي. كان هذا هو الموسم السادس من الدوري البرتغالي الممتاز الذي يستخدم تقنية حكم الفيديو المساعد (VAR). فاز بنفيكا بالدوري، بعد حصوله على لقبه رقم 38 في الدوري، وهو رقم قياسي.
كان بورتو هو حامل اللقب، بعد أن فاز بلقبه الثلاثين في الموسم السابق. انضم كل من ريو أفي وكاسا بيا وتشافيس إلى الأندية الصاعدة من 2021–22 Liga Portugal 2 لتحل محل Belenenses SAD وتونديلا وموريرينسي، التي هبطت إلى 2022–23 Liga Portugal 2.
وبما أن كأس العالم 2022 أقيمت في الفترة ما بين 20 نوفمبر و18 ديسمبر 2022 بسبب الظروف المناخية للبلد المضيف قطر، فقد شهد الدوري توقفًا ممتدًا خلال الموسم. وبما أنه كان يتعين على أنديتهم إطلاق سراح لاعبي المنتخب الوطني في 14 نوفمبر 2022، فقد تم تحديد آخر مباراة في الدوري البرتغالي الممتاز قبل التوقف في 13 نوفمبر (الجولة 13). استؤنفت البطولة بعد تسعة أسابيع في 28 ديسمبر. 